# Bauma (выставка)

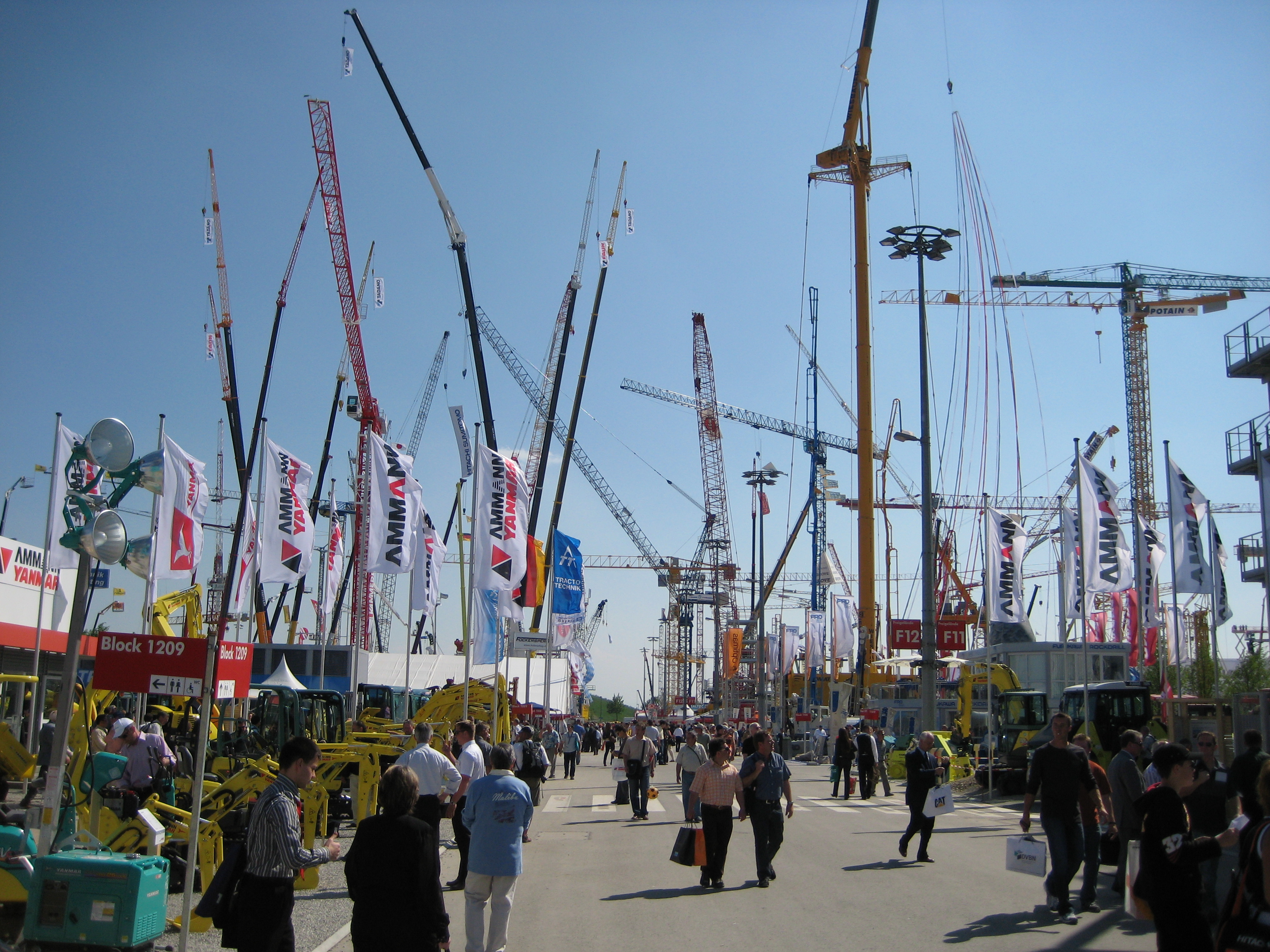
Bauma, Мюнхен, апрель 2007: Открытая площадка выставки

Bauma (нем. Internationale Fachmesse für Baumaschinen, Baustoffmaschinen, Bergbaumaschinen, Baufahrzeuge und Baugeräte, сокр. от нем. Baumachinen) — международная торговая выставка строительных механизмов, машин для стройматериалов, горных машин, строительных машин и строительной техники.

## Общая информация
Организатором выставок с 1966 года выступает компания Messe München GmbH. Оказанием технической поддержки и официальным спонсором с 1977 года является Союз германских машиностроителей (VDMA).
Выставка развивалась в течение ряда лет и сегодня является крупнейшей в мире по площади специализированной ярмаркой строительной техники.
Выставка включает в себя всё необходимое для строительной отрасли:
- Bauma — торговая ярмарка техники, оборудования, аксессуаров и компонентов. Ранее многие из них были сосредоточены на различных технических выставках, таких как Ганноверская ярмарка;
- Bauma Forum — семинары, проходящие во время выставки. Они посвящены большинству экспертных областей, представленных на ярмарке;
- шоу каскадёров: например, команда «летающих мотоциклистов» с прыжками через машины и на машины[3].

Ярмарка открыта в течение семи дней для широкой общественности, проводится раз в три года и проходит в 17 залах выставочного центра «New Munich Trade Fair Centre», а также на открытой площадке.

## История
Первая выставка состоялась в 1954 году и проводилась ежегодно до 1967 года на части территории Обервизенфельд. Ныне на этой территории расположен Олимпийский парк. Затем выставка Bauma проводилась к северу от Статуи Баварии в центре города. Место на Лугу Терезы использовалось как дополнительное открытое пространство.
К 1980-м годам, когда стало ясно, что нет более оснований для проведения выставки на Лугу Терезы и в связи с возросшим спросом и нехваткой 110.000м² крытых площадей, появились планы по расширению выставки, но уже на новом месте.
23-я выставка Bauma 1992 года, проходившая с 6 апреля по 12 апреля, привлекла внимание более 1300 участников и 323000 чел. из 109 стран. Общая площадь выставки составила около 390 000 м².
24-я выставка Bauma 1995 года, проходившая с 3 апреля по 9 апреля, привлекла внимание 1706 участников и 400 тыс. посетителей из 34 стран мира.
| Номер      | Выставка          | Выставочные площади   | Выставочные площади | Общая площадь, м² | Дата проведения | Экспоненты       | Посетители, чел.  |
| Номер      | Выставка          | Открытая площадка, м² | Крытые залы, м²     | Общая площадь, м² | Дата проведения | Экспоненты       | Посетители, чел.  |
| ---------- | ----------------- | --------------------- | ------------------- | ----------------- | --------------- | ---------------- | ----------------- |
| Bauma № 25 | Bauma’98          | 290 000               | 140 000             | 430 000           | 30.03 — 05.04   | 1993 (+220 → 37) | 380 000 (119 000) |
| Bauma № 26 | Bauma 2001        | 290 000               | 160 000             | 450 000           | 02.04 — 08.04   | 2 341            | 406 435           |
| Bauma № 27 | Bauma+Mining 2004 | н/д                   | н/д                 | 495 000           | 29.03 — 04.04   | 2 801            | 416 233           |
| Bauma № 28 | Bauma 2007        | 360 000               | 180 000             | 540 000           | 23.04 — 29.04   | 3 041            | 502 725           |
| Bauma № 29 | Bauma 2010        | н/д                   | н/д                 | 555 000           | 19.04 — 25.04   | 3 150            | 415 000           |
| Bauma № 30 | Bauma 2013        |                       |                     |                   | 15.04 — 21.04   |                  |                   |

### Bauma Munich
25-я выставка Bauma’98 была официально открыта Председателем Европейской комиссии Жаком Сантером. Выставка проходила на новом месте, в выставочном комплексе «New Munich Trade Fair Centre», расположенном в юго-восточной части Мюнхена на месте старого аэропорта.
Общая площадь комплекса на первом этапе составляла 430 000 м², включая 12 залов площадью 140 000 м². Запланирована вторая очередь строительства, предусматривающая дальнейшее его расширение. Однако она не стала на новом месте первым мероприятием: в феврале уже было проведены караван и лодочное шоу.
27-я Bauma 2004 года прошла с 29 марта по 4 апреля.
Разделы состоявшейся выставки: машины и механизмы для промышленного и гражданского строительства; машины для производства стройматериалов; экскаваторы, погрузчики, землеройные и уплотняющие машины, буровое оборудование, машины для добычи и обработки камня; автоматизация и роботизация в строительстве и др.

Выставка 2004 года
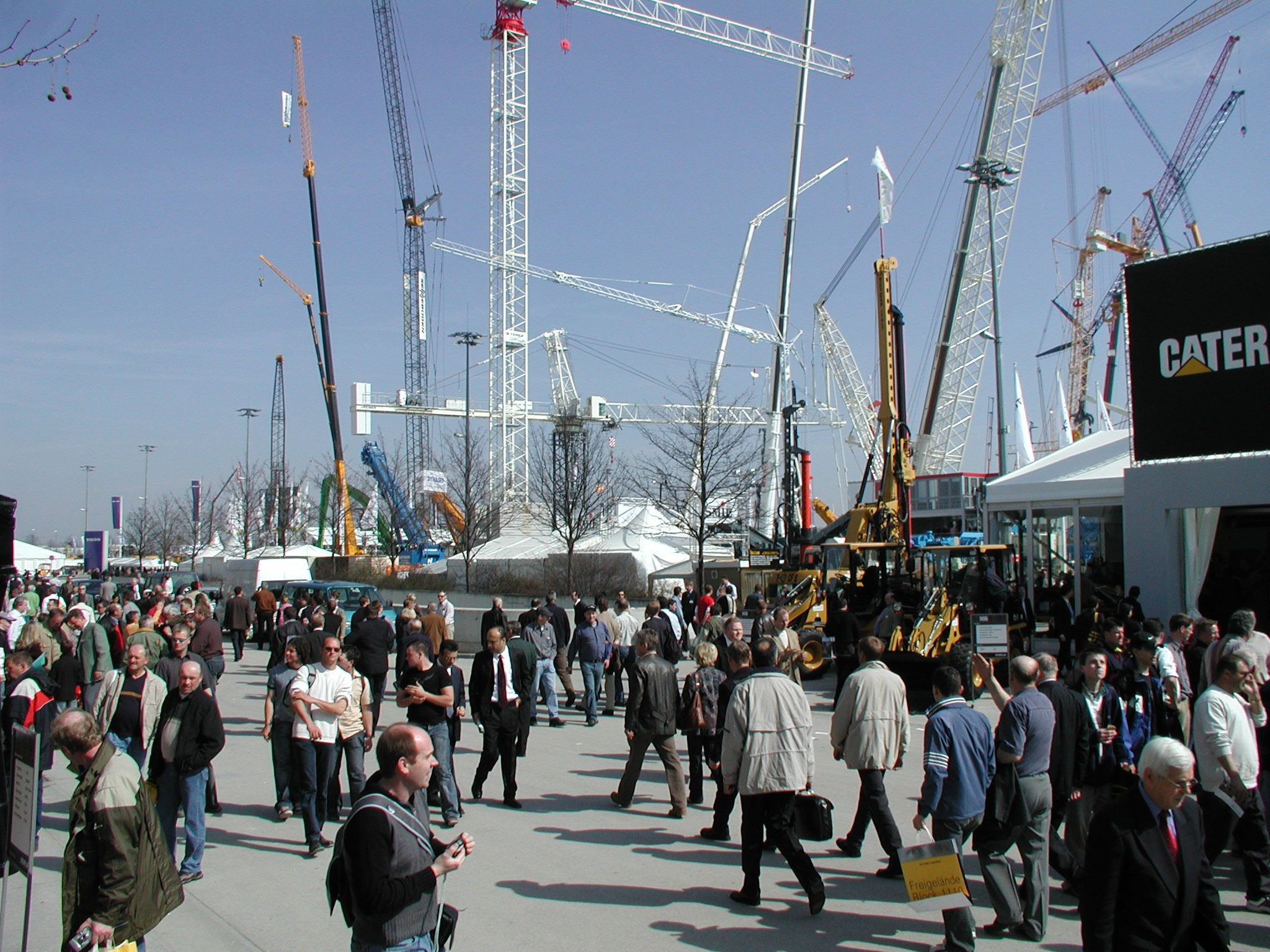
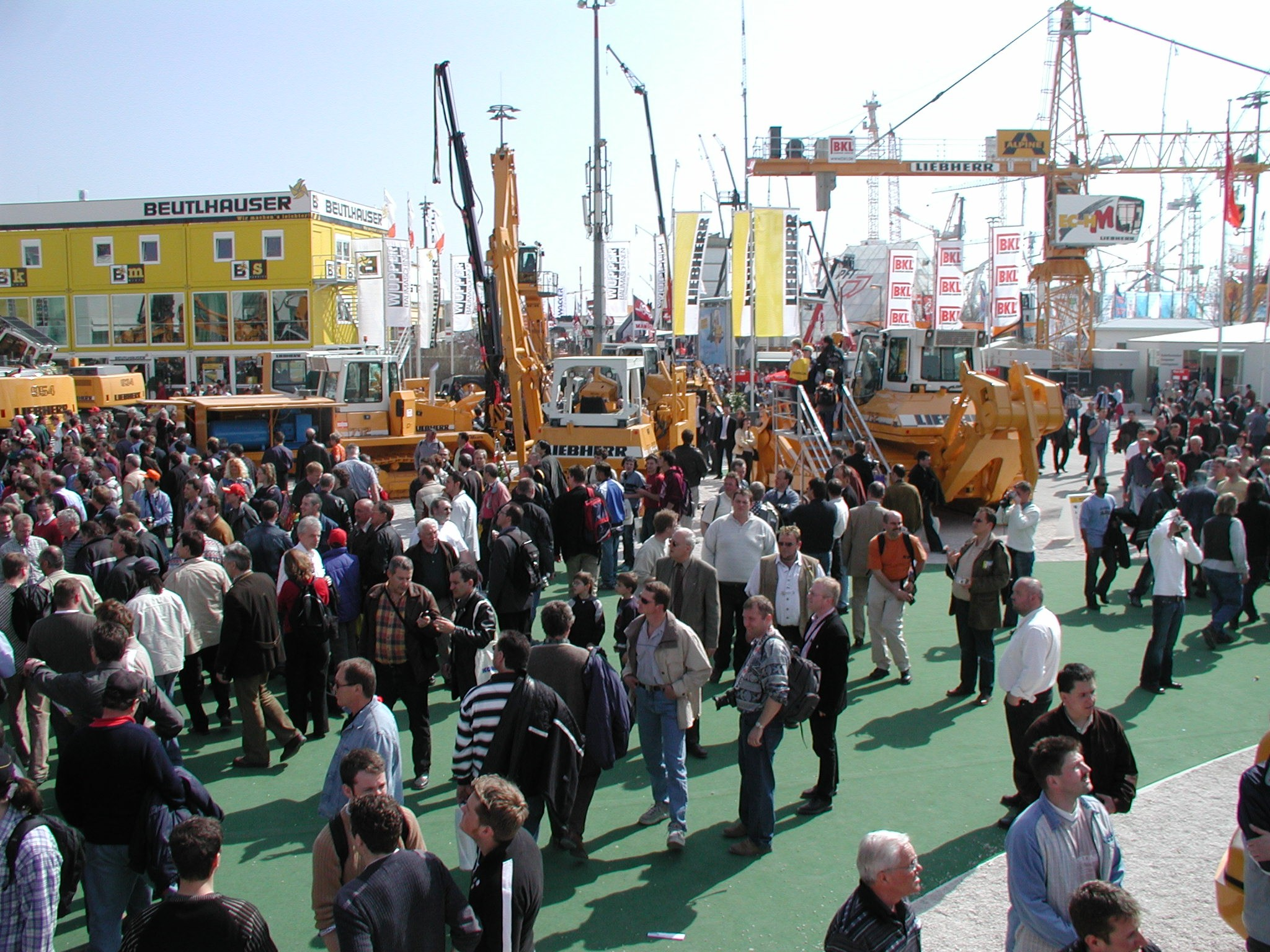
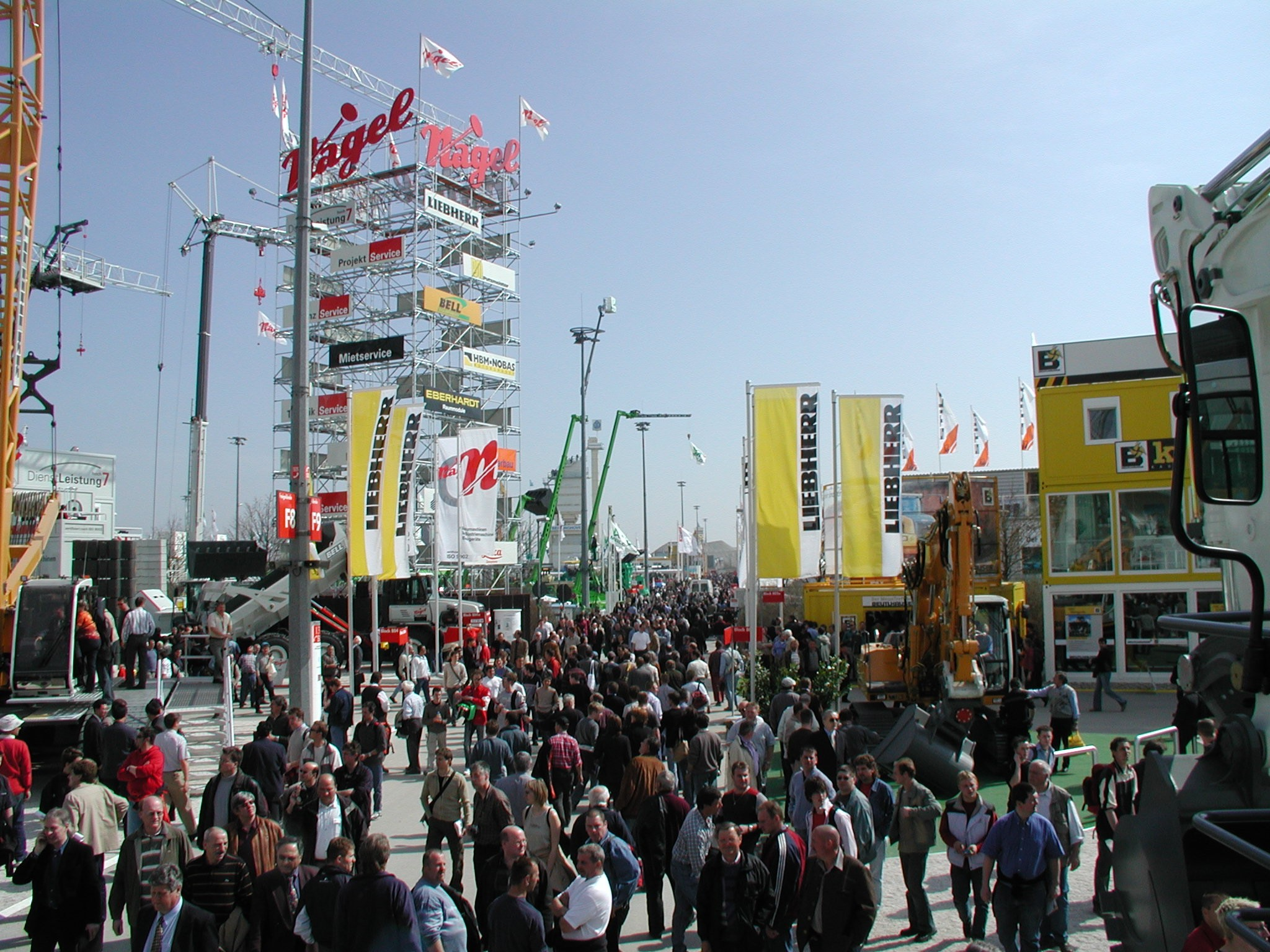
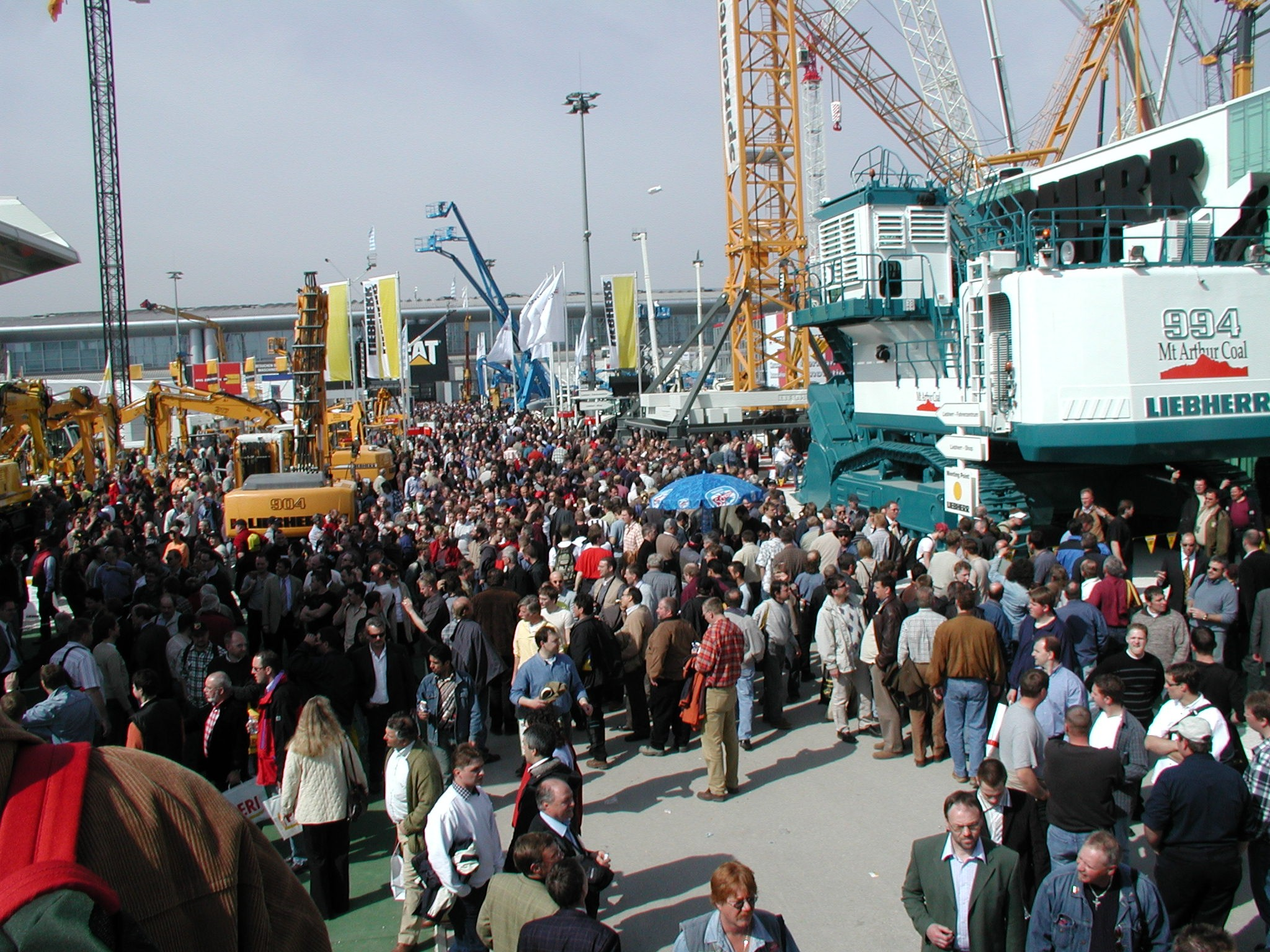
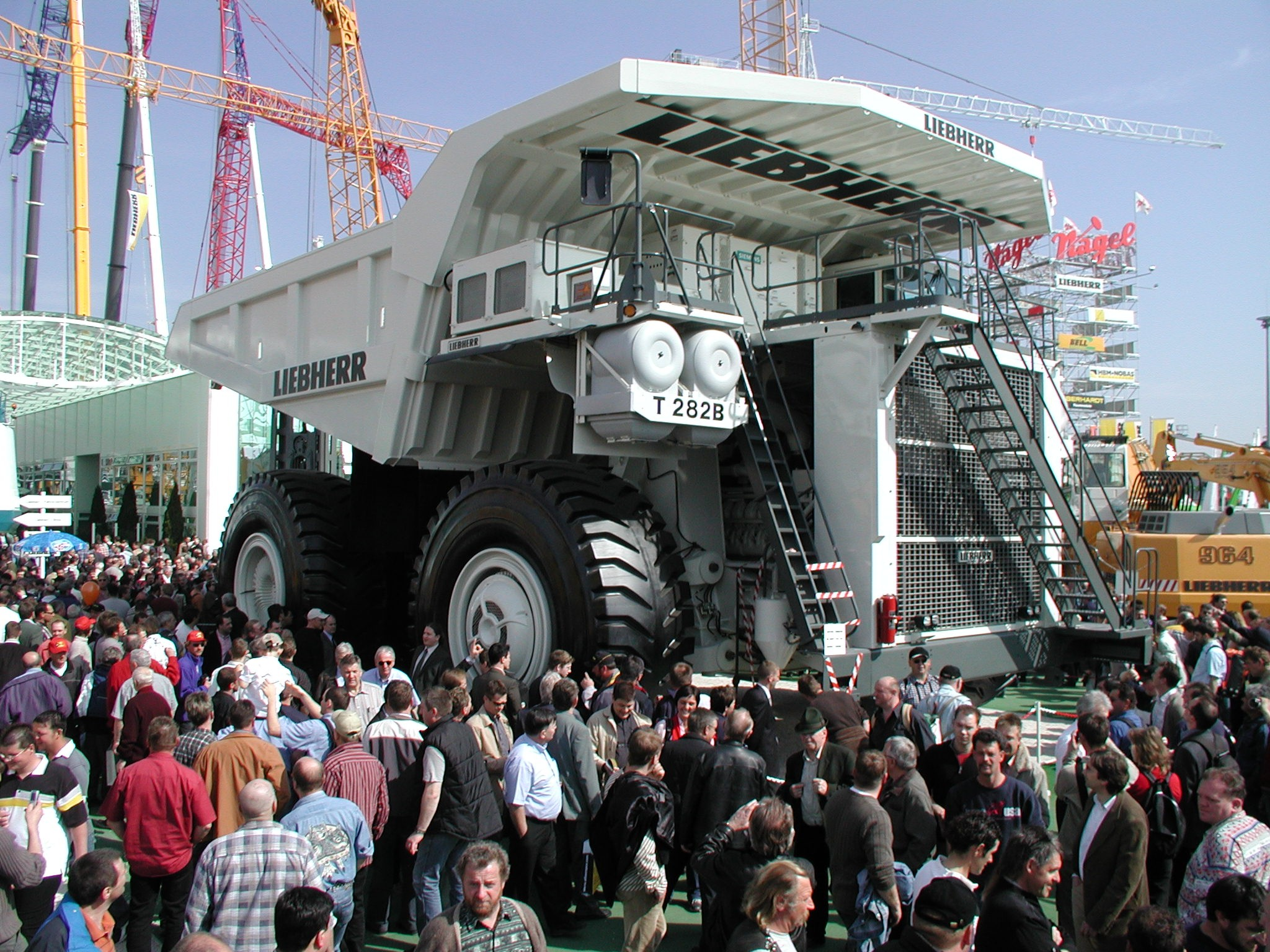
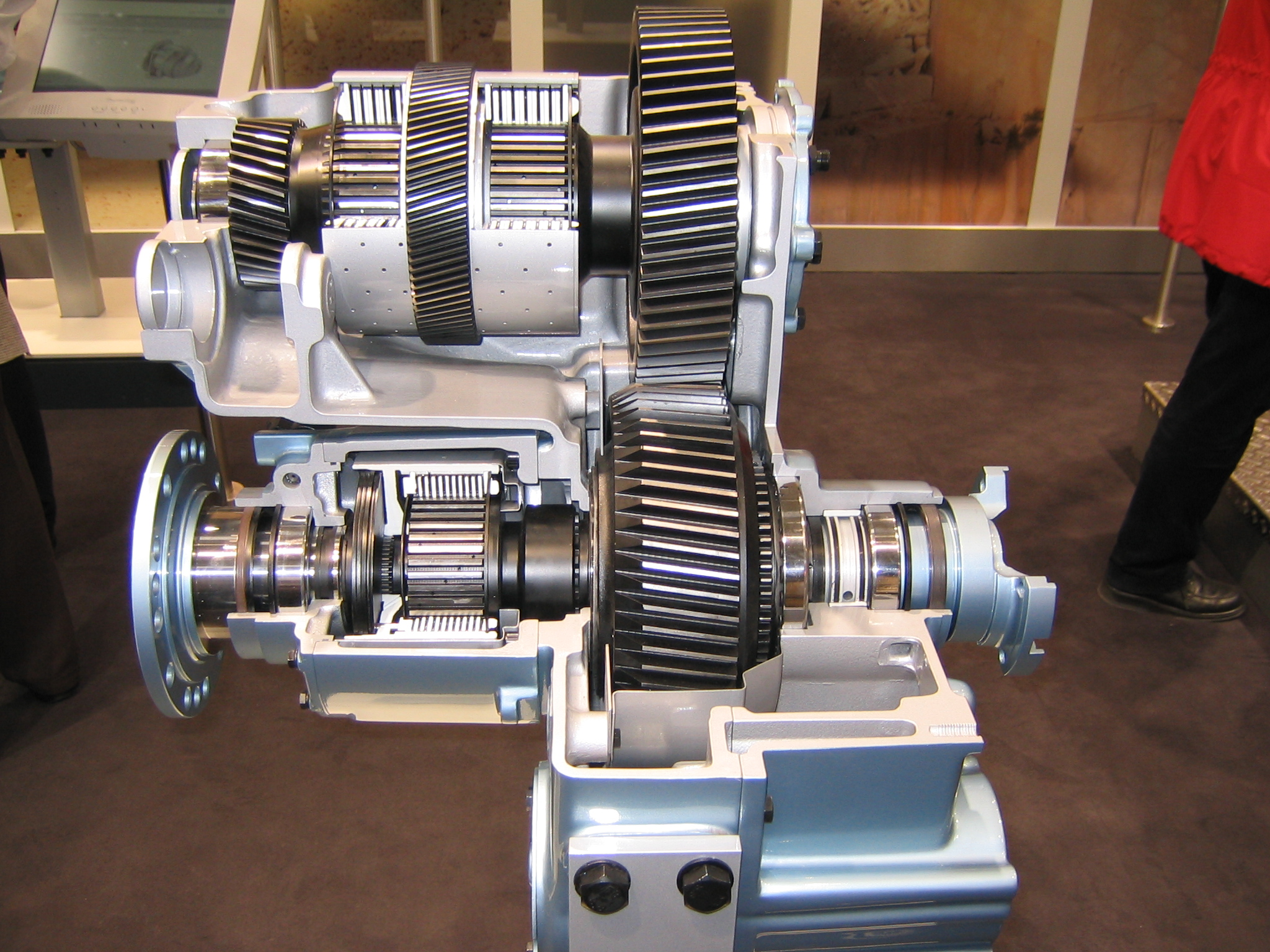
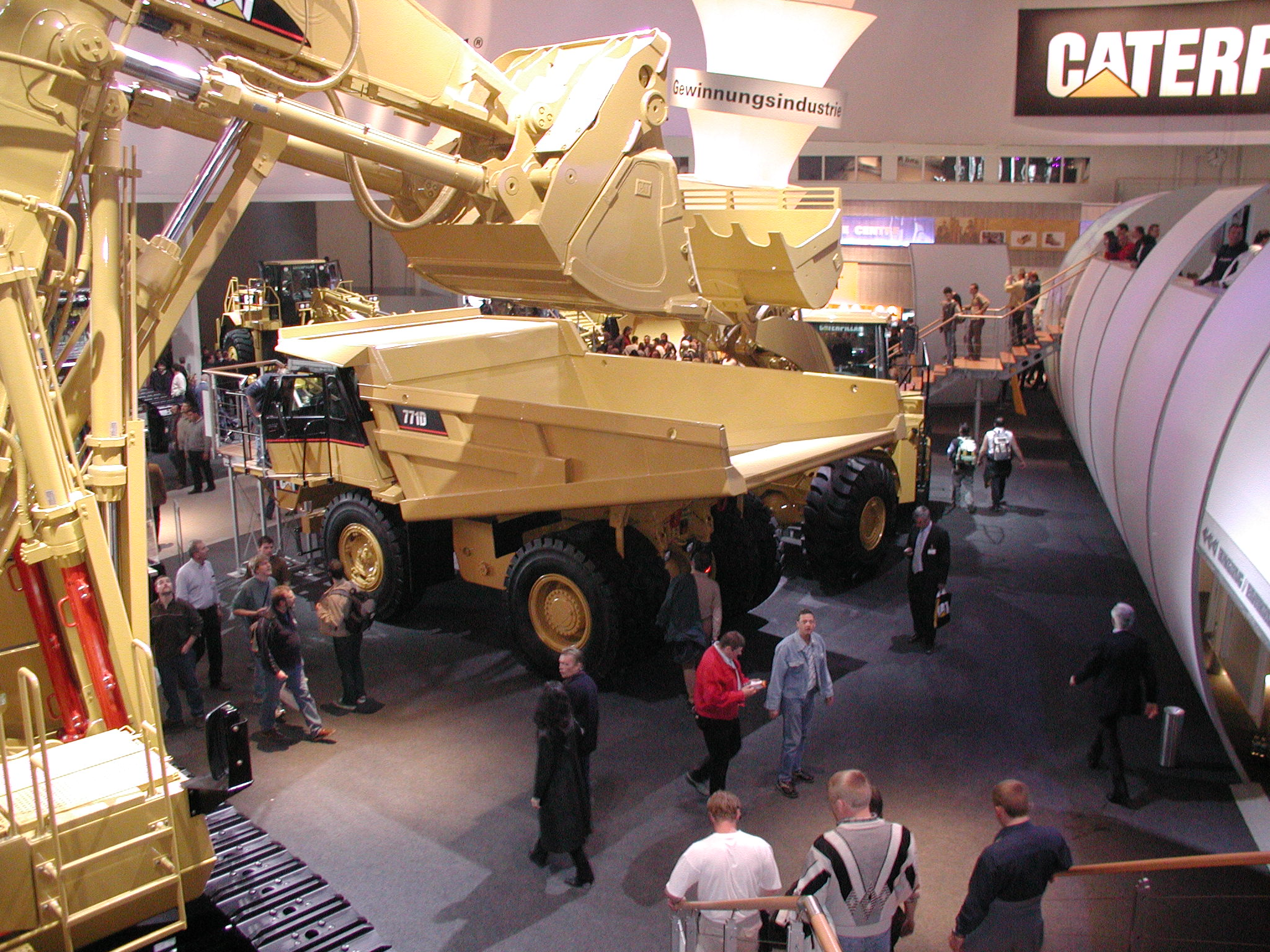
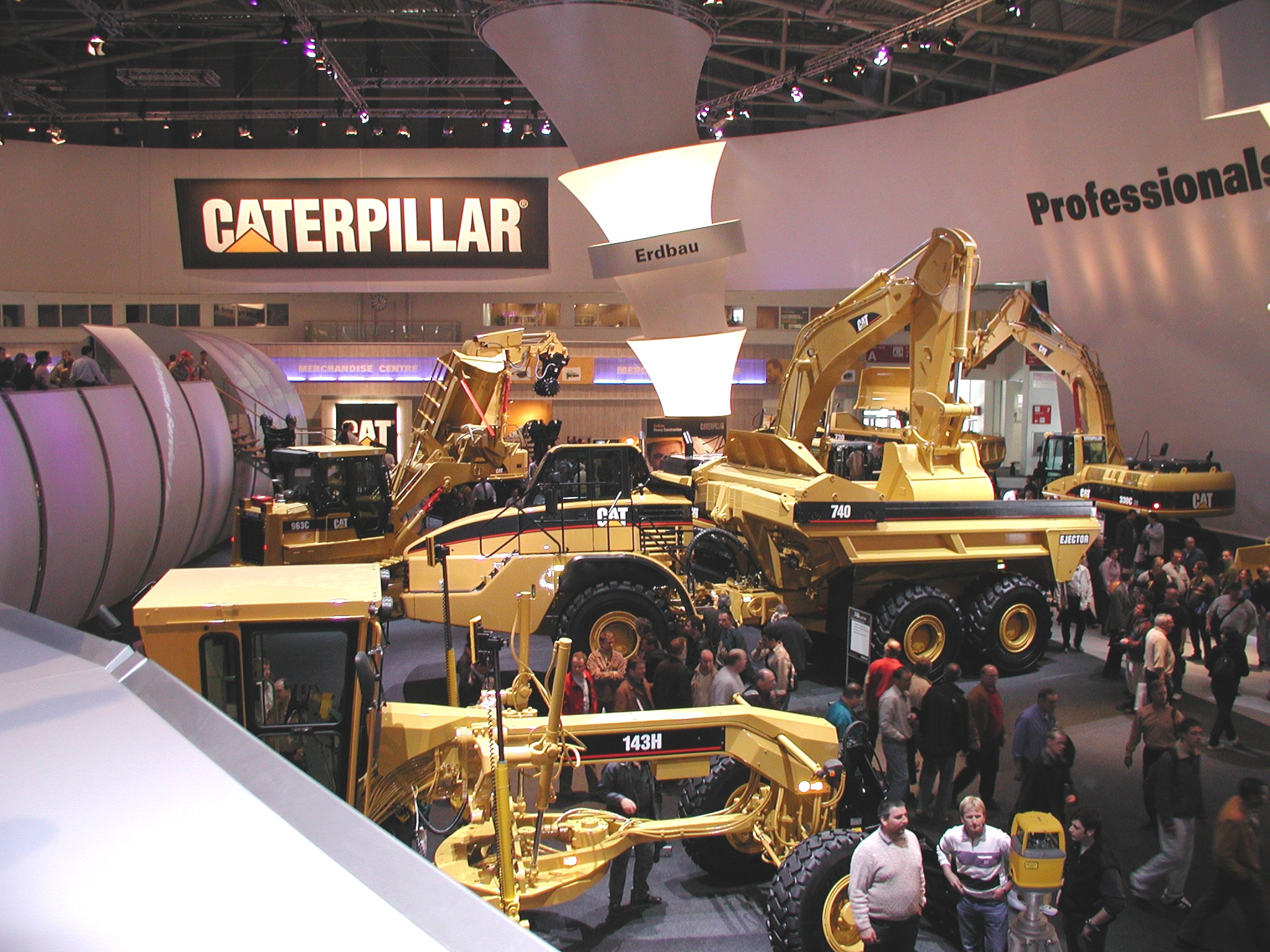
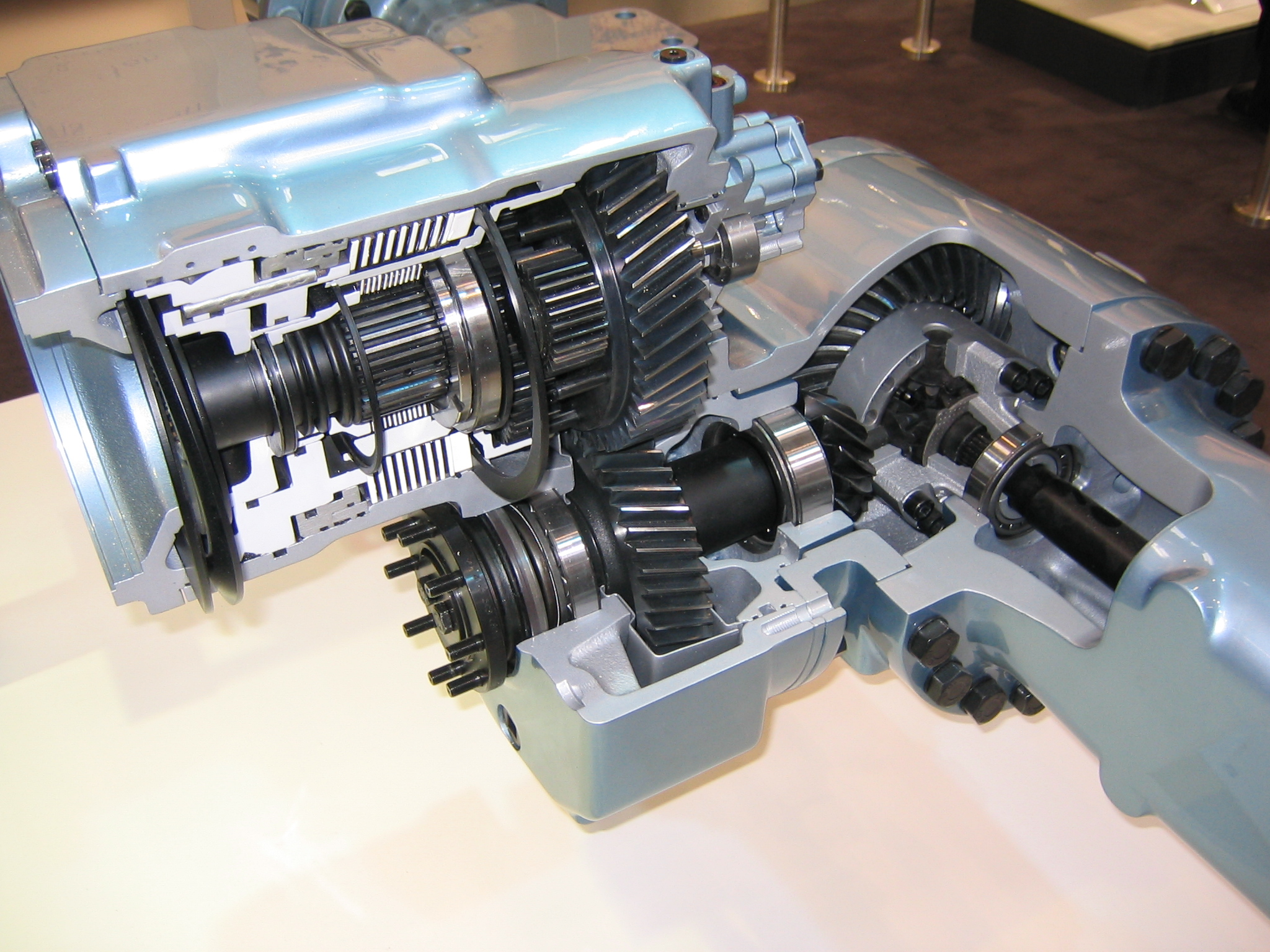
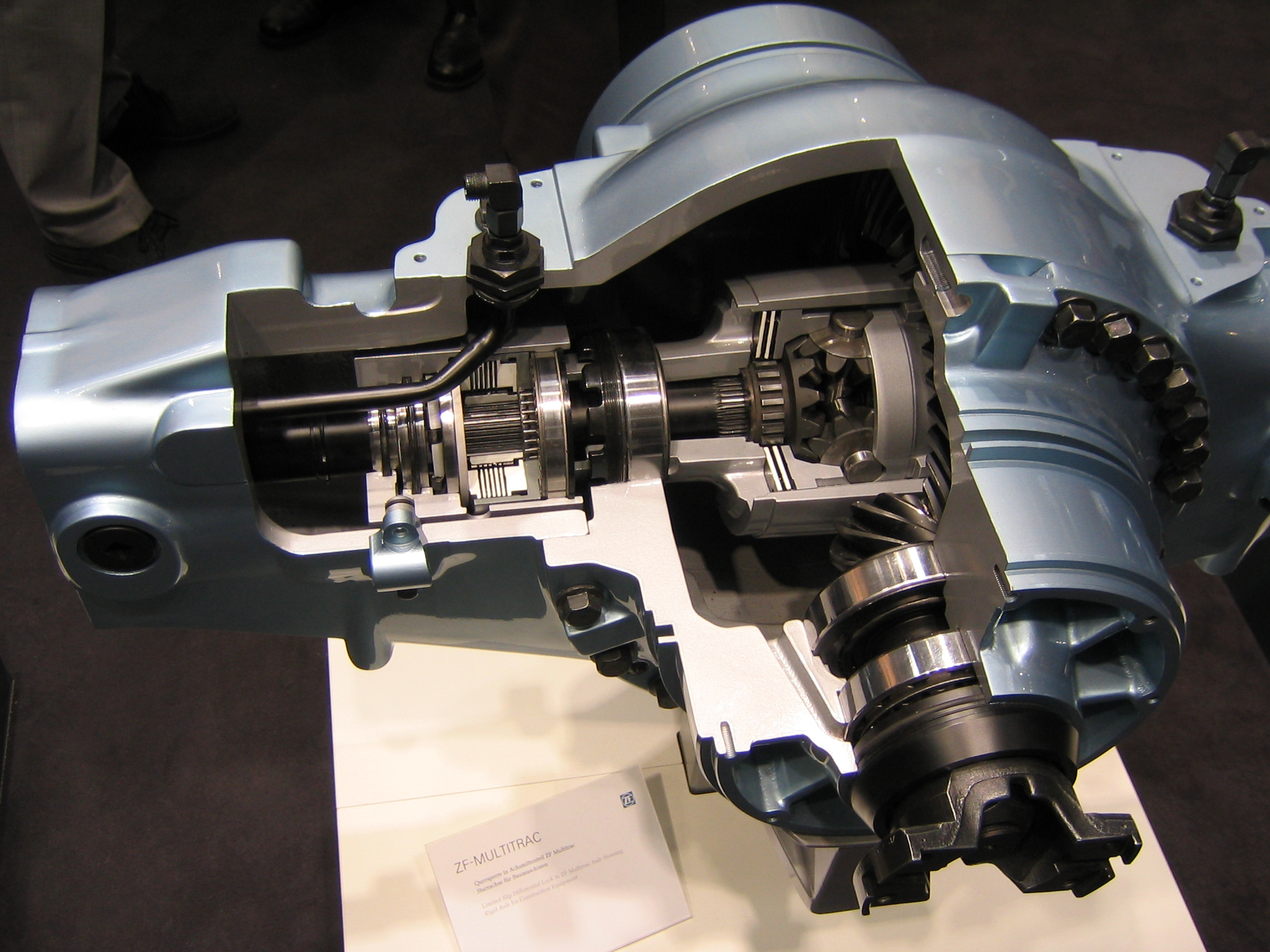

28-я Bauma 2007 года, проходившая с 23 апреля по 29 апреля, привлекла внимание 3 002 участников (1 363 из Германии и 1 639 из других стран) из 48 стран. Выставку посетили 500 000 чел., включая 160 000 гостей из 190 стран мира. Общая площадь выставки составила 540 000 м², из них 180 000 м² в закрытых помещениях, 360 000 м² — на открытой площадке. На этой выставке компанией Liebherr был представлен кран Liebherr LTM 11 200-9.1, ставший самым мощным самоходным краном на специальном шасси автомобильного типа с телескопической стрелой в мире, а его стрела — самая длинная из телескопических стрел
29-я Bauma 2010 года, проходившая с 19 апреля по 25 апреля, привлекла более 3 150 участников и более чем 415 000 посетителей из 200 стран мира. Выставка проходила в залах нового выставочного центра Мюнхена и на открытой площадке. Её общая площадь была увеличена до 555 000 м². В связи с извержением вулкана в Исландии 14 апреля 2010 года в значительной части Европы произошло обширное нарушение воздушного сообщения, что сказалось и на выставке: число посетителей снизилось до 415 000.

#### 2013
30-я выставка прошла с 15 апреля по 21 апреля 2013 года.

## Другие проекты

### Bauma China
Bauma China проводится в шанхайском районе Пудун, в экспоцентре «Shanghai New International Expo Centre» (SNIEC). Выставка проводится раз в два года, в ноябре месяце и является важной составляющей ярмарки Bauma на рынке Юго-Восточной Азии. Организатором Шанхайской выставки также является компания Messe München GmbH.
Bauma China 2002 года стала первой выставкой и собрала 456 компаний из 29 стран мира.
Bauma China 2004 года, проходившая с 16 ноября по 19 ноября, привлекла внимание 742 участников из разных стран мира. Выставку посетило около 50 000 человек из 100 стран. Общая площадь выставки составила 100 000 м², включая 30 000 м² площадей, расположенных в крытых залах и 70 000 м² — на открытом воздухе.
- Bauma China 2006, проходившая с 21 ноября по 24 ноября, привлекла около 1 000 участников[26] и 75 000 человек со всего мира[27]. Общая площадь выставки составила 150 000 м²[26].
- Bauma China 2008, проходившая с 25 ноября по 28 ноября[28], привлекла 1 608 участников из 30 стран и 112 674 посетителей-специалистов из регионов КНР и других стран. Общая площадь выставки составила 210 000 м²[29].
- Bauma China 2010 прошла с 23 ноября по 26 ноября.

### Bauma Conexpo
Организатор ярмарки Bauma и американская Ассоциация производителей оборудования (AEM, Милуоки), которая является организатором выставки Conexpo в 2011 году совместно провели Международную торговую ярмарку Bauma Conexpo Show, аналогичную Bauma, в Индии. Ярмарка прошла в период с 8 февраля по 11 февраля в Бандре, Мумбаи. Местом проведения выставки был выбран «Bandra Kurla Complex» общей площадью 50 000 м². На выставке были представлены 508 экспонентов из 30 стран мира. Мероприятие привлекло свыше 22 тысяч посетителей из 69 стран.
Помимо продукции от производителей классической строительной техники (экскаваторы, краны, дорожные катки и т. д.), на выставке демонстрировались строительные материалы и инструменты (например, пилы, сверла, фрезы), строительное оборудование, опалубка и аксессуары, строительные леса, строительные машины, техника и оборудование для промышленности строительных материалов и горнодобывающей промышленности.